# Per-Erik Kôersner
Nils Per-Erik Kôersner, född 20 oktober 1917 i Falun, död 23 oktober 1991 i Uppsala, var en svensk läkare. Han var sonson till Vilhelm Kôersner.
Kôersner avlade studentexamen vid Falu högre allmänna läroverk 1937, medicine kandidatexamen vid Uppsala universitet 1939 och medicine licentiatexamen 1945. Han blev senare medicine doktor. Kôersner blev extra ordinarie amanuens vid anatomiska institutionen i Uppsala 1939, vid patologiska institutionen 1940 och vid hygienisk-bakteriologiska institutionen 1943. Han blev läkare vid krigssjukhus i Finland 1942, tillförordnad 2:e underläkare vid Sjö-Gunnarsbo sanatorium 1943, provinsialläkare 1944, tillförordnad 2:e läkare vid Ulleråkers sjukhus 1945, 1:e underläkare vid psykiatriska kliniken vid Akademiska sjukhuset 1946, vid barnpsykiatriska kliniken där 1955, biträdande överläkare vid psykiatriska kliniken 1956, chef för nykterhetsvårdspolikliniken vid Akademiska sjukhuset 1957 och extra ordinarie överläkare 1965. Han höll föreläsningar i psykiatriska ämnen, särskilt rörande alkoholistbehandling, och skrev skrifter i psykiatri. Kôersner vilar på Leksands kyrkogård.